# Grigori Kovrizhenko
Grigori Maksimovich Kovrizhenko  (RSS Ucraniana, 26 de mayo de 1934) es coordinador del Modelo Internacional de la ONU de Moscú, presidente honorario de la Federación Mundial de Asociaciones de las Naciones Unidas, presidente de la Comisión juvenil de la Asociación de la ONU en Rusia.
Contribuyó mucho en aparición, y después, en desarrollo del movimiento de modelos de la ONU para jóvenes en Rusia. Inició y organizó el primer modelo de las Naciones Unidas en la URSS — conferencia académica para los estudiantes, que lleva el carácter de juego de simulación de negocios, en el marco del cual los estudiantes de universidades y de enseñanza secundaria simulan el funcionamiento de los órganos de la ONU.
Como coordinador del Modelo Internacional de la ONU de Moscú, que se celebra anualmente en MGIMO-Universidad (Instituto Estatal de Relaciones Internacionales de Moscú) encabeza la organización de esa conferencia — una de las más grandes conferencias estudiantiles en Europa del Este.

## Infancia
Los padres de Grigori perecieron a principios de la Gran Guerra Patria. Después Grigori se encontró en el centro de acogida a los niños especial en Odesa, de donde fue enviado a la escuela-hogar especial de Odesa.

## Formación
En 1946 Grigori ingresó en el quinto año de la nueva escuela-hogar, donde demostró su liderazgo y numerosos talentos. Participaba en varias escenificaciones teatrales, hacía papeles importantes.
Casi cada año se eligieron como el líder de su grupo en escuela. Quedó en la memoria de sus compañeros de estudios como un participante activo de actividad artística, que interpretó magníficamente el papel de Pravdin en «El menor» («Nedorosl») por Denís Fonvizin y el de Shipuchin, director del banco, en «El Aniversario» por Antón Chéjov.
Mucho más tarde, en 2001, Grigori Kovrizhenko fue iniciador de crear un museo de diplomacia («escuela diplomática») en el colegio donde estudió.
Después del internado ingresó en MGIMO — Instituto Estatal de Relaciones Internacionales de Moscú, y se graduó en 1958 сon título siguiente: «especialista en relaciones internacionales con dominio de idiomas extranjeras, el referente para países occidentales».
En 1982 se graduó en los cursos de la ONU en francés, tomó parte en varias conferencias de la Comisión de Derechos Humanos de las Naciones Unidas en Ginebra.

## Carrera
Toda su vida profesional Grigori Kovrizhenko dedicó a la carrera diplomática, y más tarde se dedicó al trabajo con la juventud para ponerla al tanto de ideas y principios de la ONU tras coordinar el movimiento de los modelos de la ONU en Rusia. 
- Desde 1958 trabajaba en la esfera de las relaciones internacionales de sindicatos;
- 1963–1967 — secretario de la Unión Internacional de sindicatos de siderurgia y industria petrolera;
- 1972–1974 — jefe del departamento del Comité Soviético para la defensa de la Paz;
- 1974–1975 —  delegado adjunto de la URSS en el Consejo Mundial de la Paz;
- 1976–1981 — secretario responsable de la Asociación de la ONU en la URSS;
- 1981–1985 — vicesecretario general de la Unión Interparlamentaria;
- 1986–1988 — jefe del departamento de las relaciones internacionales del Instituto de economía mundial y relaciones internacionales de la Academia de Ciencias de la URSS.

Por el momento Grigori Kovrizhenko es presidente honorario de la Federación Mundial de Asociaciones de las Naciones Unidas, presidente de la Comisión juvenil de la Asociación de la ONU en Rusia, y además experto para el trabajo con la juventud de cátedra de diplomacia en MGIMO-Universidad.

## Contribución al movimiento de los modelos de la ONU
En el septiembre de 1988 Grigori Kovrizhenko por invitación de la Asociación de la ONU de EE.UU. visitó su reunión y tomó parte en su conferencia anual, parte de la cual fue el «modelo de la ONU».
Impresionado por el trabajo armonioso y profesional de los participantes Grigori volvió a Moscú y compartió la idea de organizar el propio modelo de la ONU de Moscú. El presidente del Fondo Soviético de la Paz Vladimir Maslin se interesó por el proyecto y más tarde se hizo el patrocinador de la primera conferencia semejante en la URSS en 1990. 
Desde entonces Grigori Kovrizhenko es Coordinador del Modelo Internacional de la ONU de Moscú. El lema informal del Modelo Internacional de la ONU de Moscú (en MGIMO-Universidad), el autor del cual es Grigori Kovrizhenko, es: «Cada modelo siguiente debe ser mejor que el pasado». Cada año bajo la dirección atenta de Grigori Kovrizhenko los estudiantes organizan el modelo de la ONU en MGIMO cada vez mejorándolo.